# Aeonium leucoblepharum
Aeonium leucoblepharum är en fetbladsväxtart som beskrevs av Philip Barker Webb och Achille Richard. Aeonium leucoblepharum ingår i släktet Aeonium och familjen fetbladsväxter. Inga underarter finns listade i Catalogue of Life.

## Bildgalleri

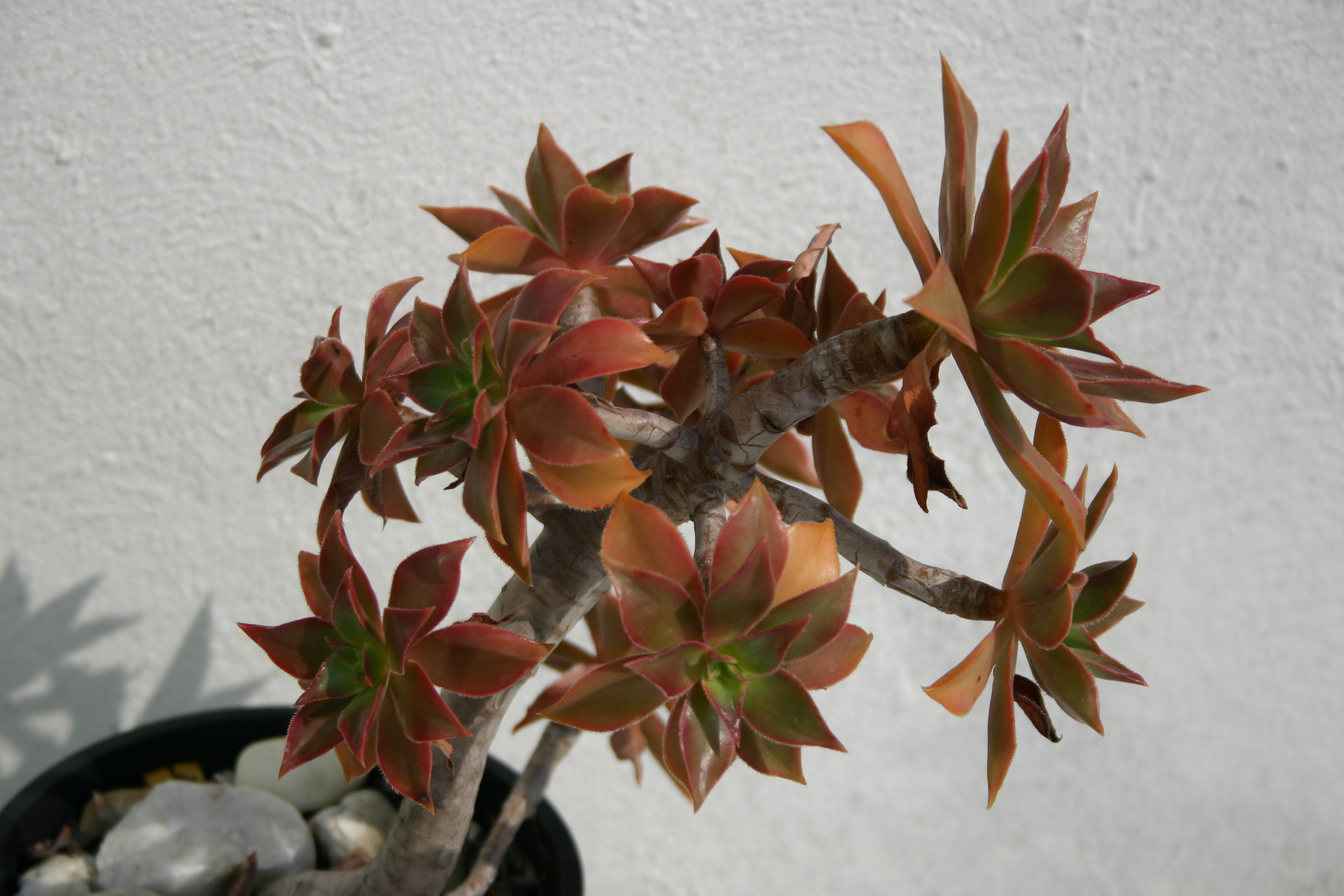
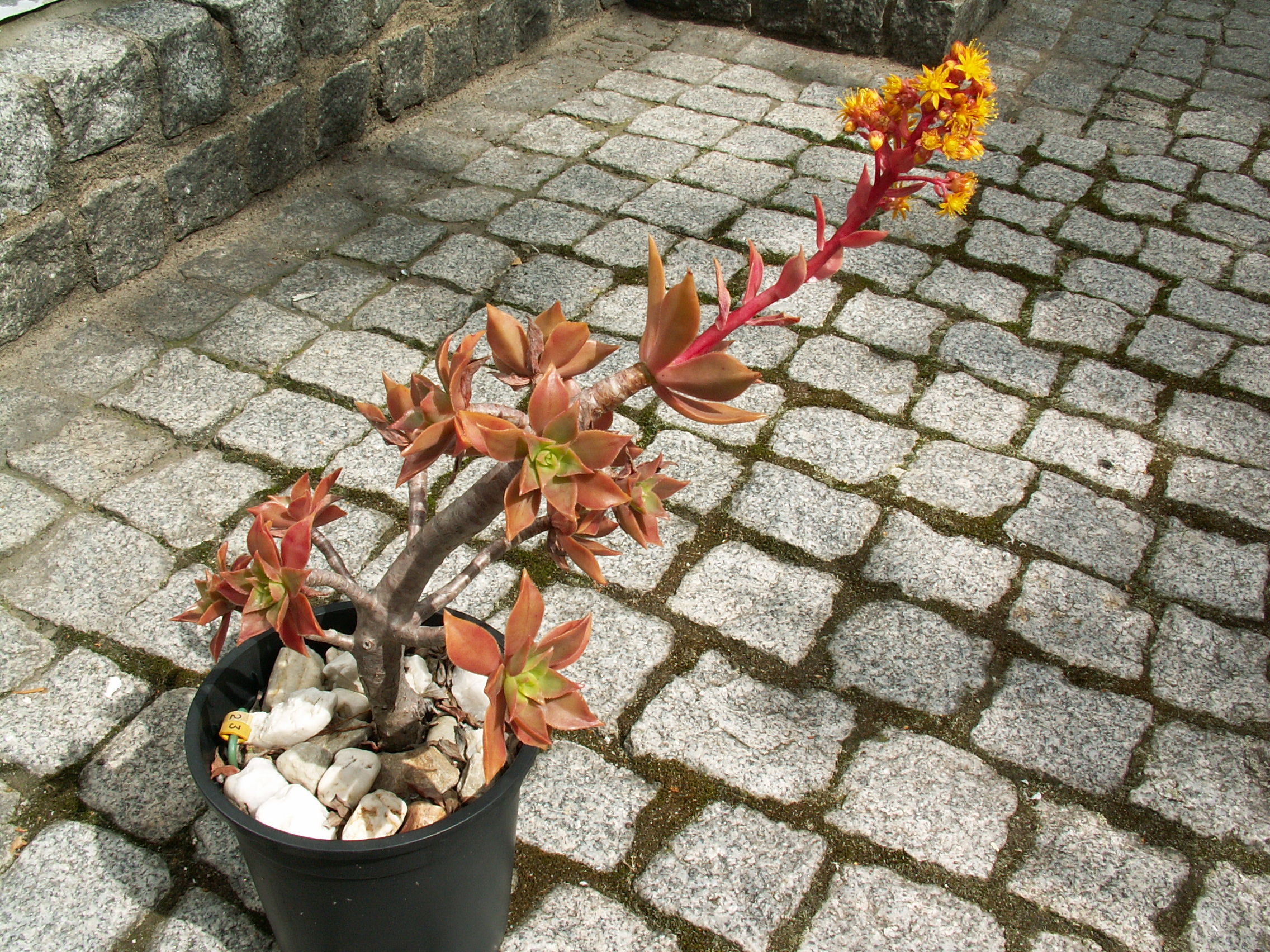
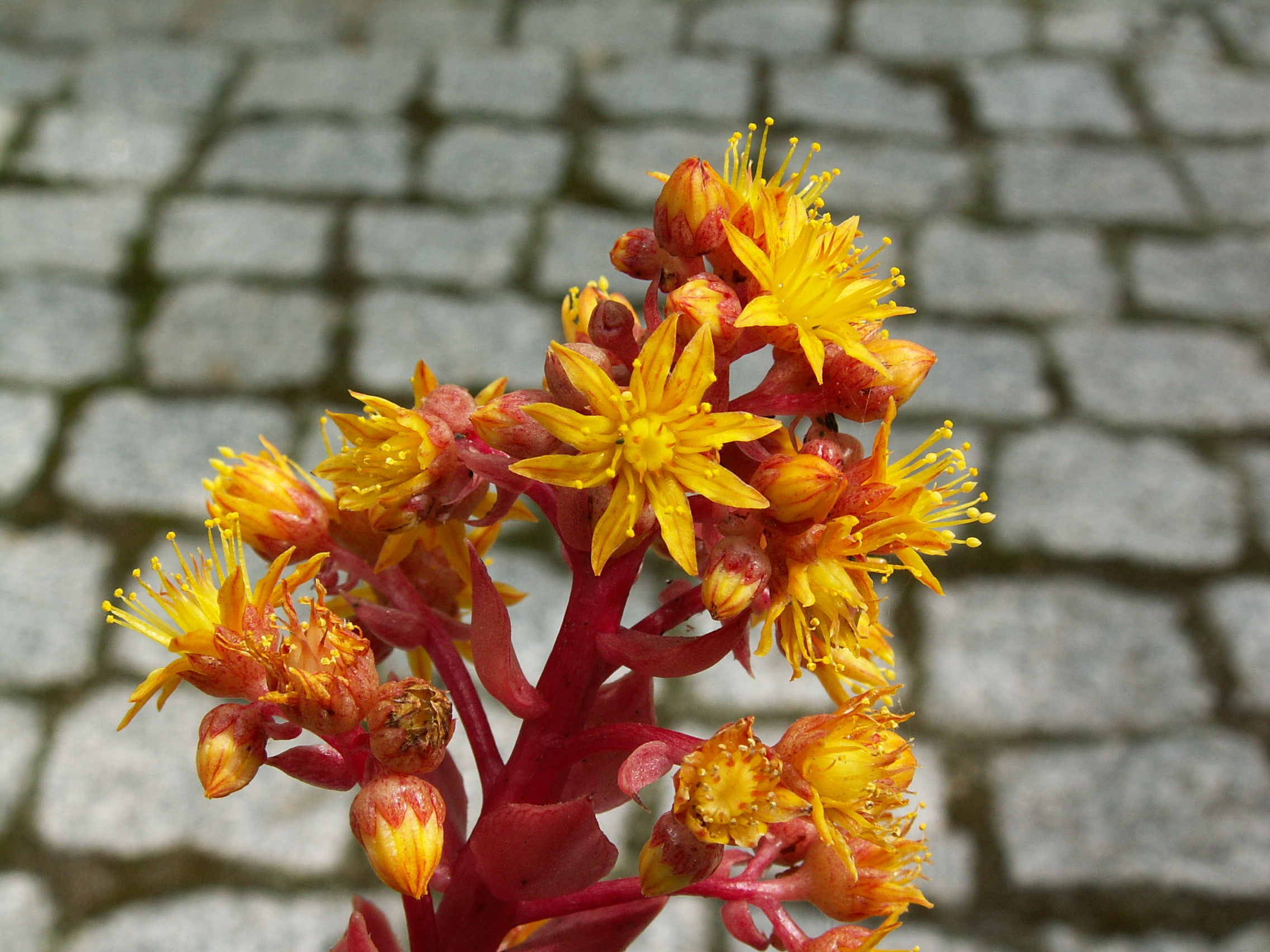
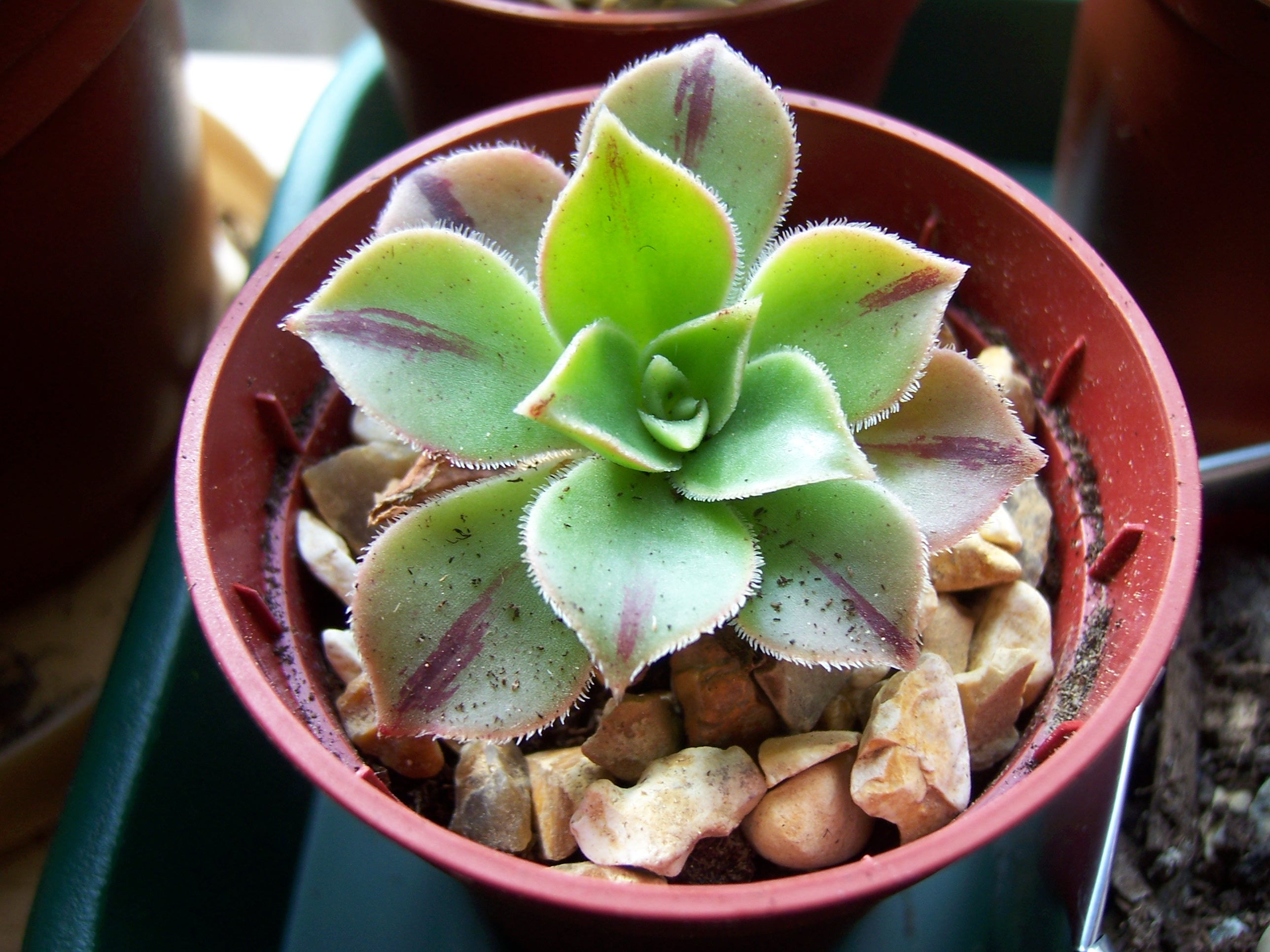
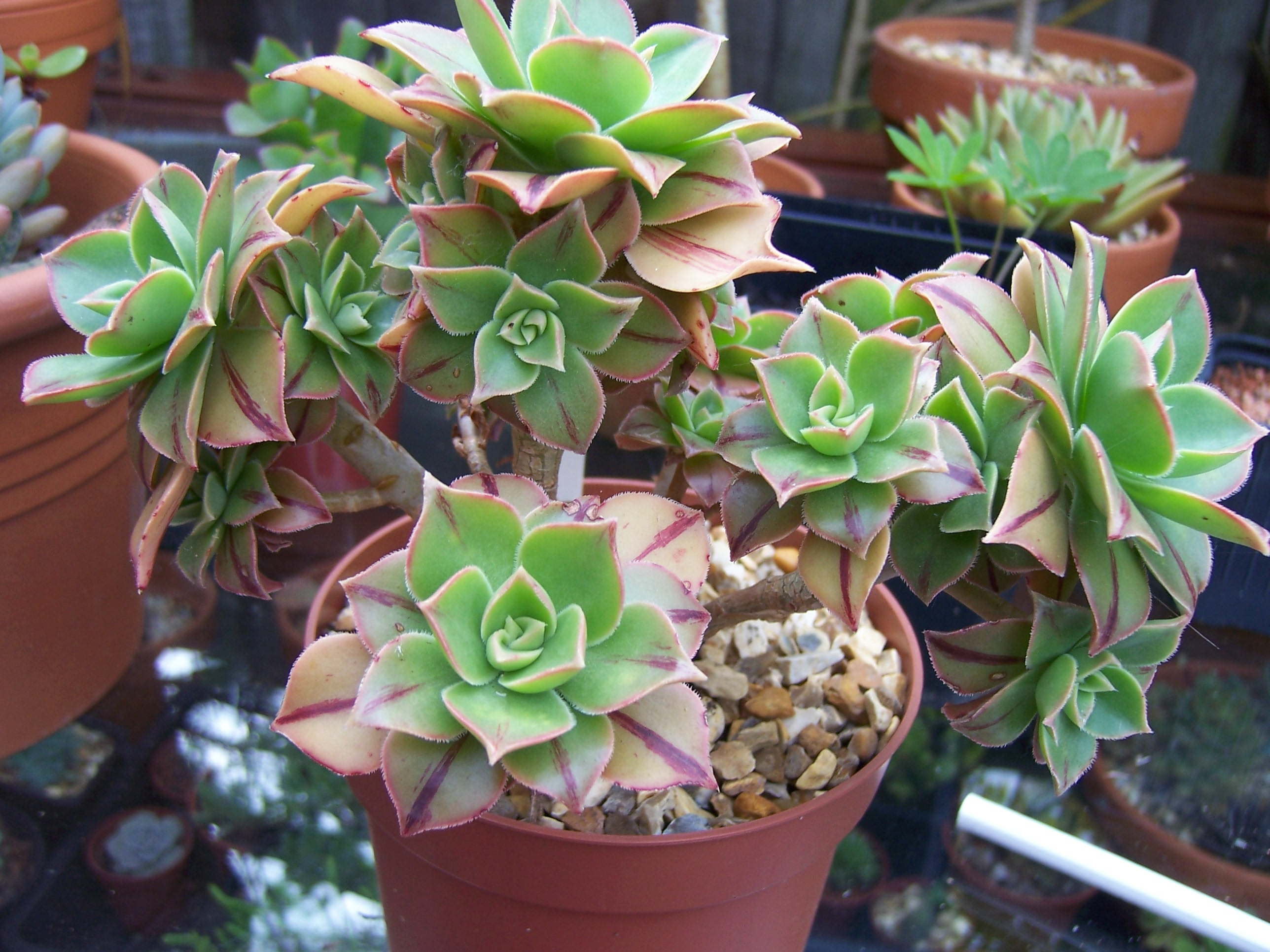
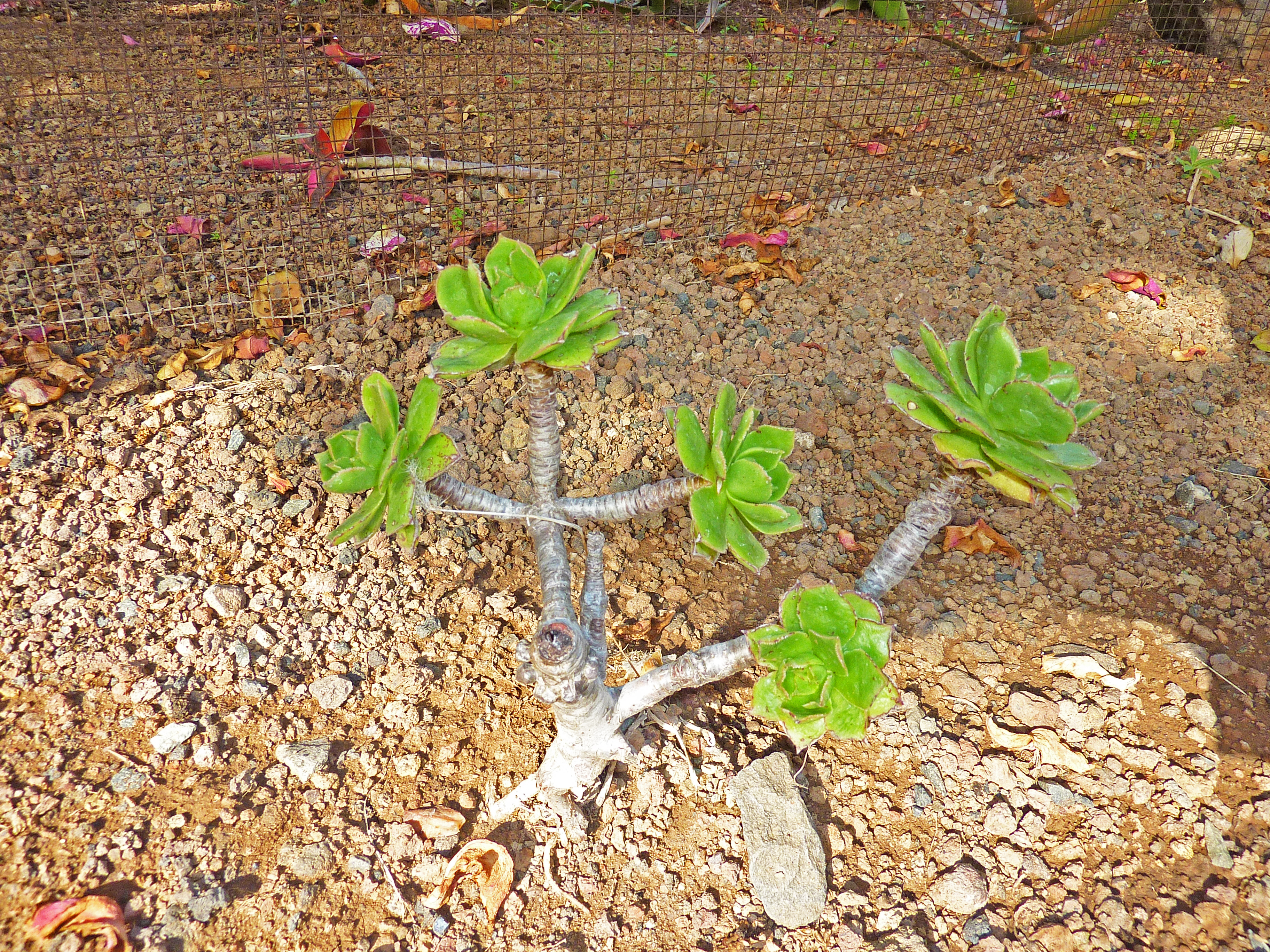